# Comuna Mahmudia, Tulcea
Mahmudia este o comună în județul Tulcea, Dobrogea, România, formată numai din satul de reședință cu același nume.

## Demografie
Componența etnică a comunei Mahmudia
     Români (80,07%)
     Ruși lipoveni (10,68%)
     Alte etnii (1,02%)
     Necunoscută (8,23%)
Componența confesională a comunei Mahmudia
     Ortodocși (81,83%)
     Creștini de rit vechi (7,95%)
     Alte religii (1,06%)
     Necunoscută (9,15%)
Conform recensământului efectuat în 2021, populația comunei Mahmudia se ridică la 2.163 de locuitori, în scădere față de recensământul anterior din 2011, când fuseseră înregistrați 2.341 de locuitori. Majoritatea locuitorilor sunt români (80,07%), cu o minoritate de ruși lipoveni (10,68%), iar pentru 8,23% nu se cunoaște apartenența etnică. Din punct de vedere confesional, majoritatea locuitorilor sunt ortodocși (81,83%), cu o minoritate de creștini de rit vechi (7,95%), iar pentru 9,15% nu se cunoaște apartenența confesională.

## Politică și administrație
Comuna Mahmudia este administrată de un primar și un consiliu local compus din 11 consilieri. Primarul, Ion Șerpescu[*], de la Partidul Social Democrat, este în funcție din 2016. Începând cu alegerile locale din 2024, consiliul local are următoarea componență pe partide politice:
|  | Partid                          | Consilieri | Componența Consiliului | Componența Consiliului | Componența Consiliului | Componența Consiliului | Componența Consiliului | Componența Consiliului | Componența Consiliului | Componența Consiliului |
|  | ------------------------------- | ---------- | ---------------------- | ---------------------- | ---------------------- | ---------------------- | ---------------------- | ---------------------- | ---------------------- | ---------------------- |
|  | Partidul Social Democrat        | 8          |                        |                        |                        |                        |                        |                        |                        |                        |
|  | Partidul Național Liberal       | 2          |                        |                        |                        |                        |                        |                        |                        |                        |
|  | Alianța pentru Unirea Românilor | 1          |                        |                        |                        |                        |                        |                        |                        |                        |

## Personalități
- Gheorghe Calciu-Dumitreasa, (1925 - 2006), preot ortodox.
- Alexe Dumitru, (1935 - 1971), canoist.